# Нойгоф-ан-дер-Ценн
Нойгоф-ан-дер-Ценн (нім. Neuhof an der Zenn) — громада в Німеччині, розташована в землі Баварія. Підпорядковується адміністративному округу Середня Франконія. Входить до складу району Нойштадт-на-Айші–Бад-Віндсгайм. Центр об'єднання громад Нойгоф-ан-дер-Ценн.
Площа — 30,94 км2. Населення становить 2202 ос. (станом на 31 грудня 2020).